# Storplettet rødhaj
Den storplettet rødhaj (Scyliorhinus stellaris) er en art af familien af rødhajer også kaldet Scyliorhinidae. Den storplettede rødhaj kan blive op til 1,6 meter lang. Hajen lever bl.a i de danske farvande. 